# Casper Nelis
Casper Nelis  (Hilversum, 12 juni 1976) is een Nederlands voormalig betaaldvoetballer die als keeper onder contractstond bij AFC Ajax en Willem II.
Bij Ajax, waar hij de jeugdopleiding doorliep, was hij vanaf 1997 derde doelman achter Edwin van der Sar en Fred Grim en maakte van dichtbij de successen van Ajax halverwege de jaren 90 mee. Nelis speelde zelf alleen in enkele oefenwedstrijden.
Bij Willem II begon hij als derde doelman achter Jim van Fessem en Kris Mampaey. Hij zat eind 1999 op de bank bij de Champions Leaguewedstrijden uit tegen Spartak Moskou op 26 oktober en thuis tegen Girondins de Bordeaux op 3 november. Na de winterstop werd hij tweede doelman omdat Mampaey verhuurd werd. Nelis speelde zijn enige wedstrijd in de Eredivisie op 17 maart 2000 toen hij de gehele wedstrijd speelde uit bij N.E.C. (2-1 nederlaag) omdat Van Fessem disciplinair geschorst was.
Nadat hij geen contract meer kreeg speelde hij nog als amateur bij diverse verenigingen.